# Arquidiócesis de Anqing
La arquidiócesis de Anqing, de Huaining, de Anking o de Huai-ning (en latín: Archidioecesis Nganchimensis y en chino: 天主教安庆总教区) es una circunscripción eclesiástica de la Iglesia católica en China. Se trata de una arquidiócesis latina, sede metropolitana de la provincia eclesiástica de Anqing. Desde el 3 de mayo de 2006 su arzobispo es Joseph Liu Xinhong, aunque para el Anuario Pontificio está vacante desde el 25 de octubre de 1978. La Asociación Patriótica Católica China redujo la arquidiócesis a diócesis en fecha no precisada, en 1997 le agregó el territorio de la prefectura apostólica de Tunxi, y en 2001 la suprimió al fusionarla con las diócesis de Wuhu y Bengbu y erigir sin asentimiento de la Santa Sede la diócesis de Anhui.

## Territorio y organización
La arquidiócesis tiene 38 000 km² y extiende su jurisdicción sobre los fieles católicos de rito latino residentes en parte de la provincia de Anhui.
La sede de la nueva diócesis patriótica de Anhui se encuentra en la ciudad de Hefei, en donde se halla la Catedral de Santo Tomás, mientras que en Anqing se encuentra la excatedral del Sagrado Corazón de Jesús, que era sede de la arquidiócesis. 
La arquidiócesis tiene como sufragáneas a las diócesis de: Bengbu y Wuhu.
En 1950 en la arquidiócesis existían 25 parroquias.

## Historia
El vicariato apostólico de Anqing (o Anking) fue erigido el 21 de febrero de 1929 con el breve Ut aucto del papa Pío XI, obteniendo el territorio del vicariato apostólico de Wuhu (hoy diócesis de Wuhu).
El 11 de abril de 1946 el vicariato apostólico fue elevado a arquidiócesis con la bula Quotidie Nos del papa Pío XII.
En abril de 1949 Anqing fue ocupada por el Partido Comunista de China, que se impuso en la guerra civil y proclamó la República Popular China el 1 de octubre de 1949. En 1951 China comunista y la Santa Sede rompieron relaciones diplomáticas, reconociendo la Santa Sede a la República de China en Taiwán como el legítimo gobierno chino. Todos los misioneros extranjeros fueron expulsados de China comunista en 1952. 
La Asociación Patriótica Católica China fue creada con el apoyo de la Oficina de Asuntos Religiosos de la República Popular de China en 1957, con el objetivo de controlar las actividades de los católicos en China. Su nombre público es Iglesia católica china y es referida como la "Iglesia oficial" en contraposición a la "Iglesia subterránea" o "Iglesia clandestina" leal a la Santa Sede.
En el período de 1966 a 1976 la Revolución Cultural se ensañó especialmente contra la religión, destruyéndose numerosas iglesias.
El gobierno chino nombró en 1986 a Joseph Zhu Huayu obispo de Bengbu, y al mismo tiempo administrador diocesano de las diócesis de Anqing y Wuhu. La Asociación Patriótica Católica China redujo la arquidiócesis a diócesis en fecha no precisada, en 1997 le agregó el territorio de la prefectura apostólica de Tunxi.
El 3 de julio de 2001 el gobierno unificó las tres diócesis (Anqing, Wuhu y Bengbu) en una única correspondiente al territorio de la provincia de Anhui, y llamó al nuevo distrito diócesis de Anhui, con sede en la capital provincial, Hefei. El obispo Joseph Zhu Huayu nunca fue reconocido por la Santa Sede y murió el 26 de febrero de 2005.
El 3 de mayo de 2006 Joseph Liu Xinhong fue ordenado nuevo obispo de Anhui, sin el consentimiento previo de la Santa Sede, lo que provocó una postura oficial desde Roma.
El 22 de septiembre de 2018 se firmó en Pekín el Acuerdo provisional entre la Santa Sede y la República Popular de China sobre el nombramiento de los obispos. El 22 de octubre de 2020 el acuerdo fue prorrogado por otros dos años y en octubre de 2022 por otros dos años más.
Tras el acuerdo de 2018 entre la Santa Sede y la República Popular China sobre el nombramiento de obispos, el papa Francisco readmitió al obispo "oficial" de Anhui, Joseph Liu Xinhong, en la comunión eclesial. La comunicación de la Santa Sede sobre la tarea pastoral que le ha sido confiada como obispo en Anhui fue recibida por el interesado el 12 de diciembre de 2018 en Pekín en el marco de una celebración eclesial.
Debido a la situación particular de la Iglesia católica en China, la Santa Sede no nombra obispos para las diócesis chinas, que son sedes oficialmente vacantes incluso en presencia de obispos reconocidos por Roma.

## Estadísticas
Según el Anuario Pontificio 2002 la arquidiócesis tenía a fines de 1950 un total de 28 268 fieles bautizados.
| Año                                                                             | Población            | Población | Población      | Sacerdotes | Sacerdotes    | Sacerdotes    | Bautizados por sacerdote | Diáconos permanentes | Religiosos | Religiosos | Parroquias |
| Año                                                                             | Bautizados católicos | Total     | % de católicos | Total      | Clero secular | Clero regular | Bautizados por sacerdote | Diáconos permanentes | Varones    | Mujeres    | Parroquias |
| ------------------------------------------------------------------------------- | -------------------- | --------- | -------------- | ---------- | ------------- | ------------- | ------------------------ | -------------------- | ---------- | ---------- | ---------- |
| 1950                                                                            | 28 268               | 7 000     | 0.4            | 32         | 6             | 26            | 883                      |                      | 34         | 46         | 25         |
| Fuente: Catholic-Hierarchy, que a su vez toma los datos del Anuario Pontificio. |                      |           |                |            |               |               |                          |                      |            |            |            |

## Episcopologio
- Federico Melendro Gutiérrez, S.I. † (14 de febrero de 1930-25 de octubre de 1978 falleció)
  - Sede vacante
  - Joseph Zhu Huayu † (2001-26 de febrero de 2005 falleció) (obispo de Anhui)[nota 1]
  - Joseph Liu Xinhong, consagrado el 3 de mayo de 2006 (obispo de Anhui)